# Estadio 2
Estadio 2 fue un programa de televisión español, dedicado al ámbito deportivo, que se emitió en La 2 desde 1984 hasta 2007.

## Formato
Estadio 2 comenzó sus emisiones en 1984 como un programa de 30 minutos que emitía los sábados realizado desde el centro de Televisión Española en Cataluña presentado por Olga Viza. Posteriormente se amplió la emisión también a los domingos transformándose en un programa polideportivo que realizaba la retransmisión de competiciones deportivas oficiales de disciplinas como el baloncesto, balonmano, atletismo, fútbol sala y, ocasionalmente, automovilismo, motociclismo, tenis o ciclismo.

## Historia
Ha sido uno de los espacios más veteranos de La 2 que ha contado con una extensa nómina de presentadores como Olga Viza, María Escario (en la etapa de Domingo Deporte), Jesús Álvarez Cervantes (en la etapa de Domingo Deporte), Pedro Barthe, Cristina Villanueva, África de Miquel, Verónica Pareja o Toni Burón.
Aunque el programa tuvo otros nombres, como Domingo Deporte (1989-1992), Sábado Deporte (1990) y El mejor deporte (1992-1995), en 1996 se retoma el nombre de Estadio 2 como un gran programa contenedor de deportes para los fines de semana.
En 2005 se hizo un homenaje a sus 20 años de emisión con una fiesta homenaje en Barcelona a la que asistieron deportistas como Ángel Nieto, Jordi Arrese, Nani Roma, Almudena Cid o Pedro Martínez de la Rosa. En 2007 la dirección de TVE decidió sustituir el programa por el nuevo Teledeporte 2. Posteriormente cuando en 2010 toda la programación deportiva de La 2 se pasó al nuevo canal en TDT Teledeporte se transformó el espacio en un informativo deportivo y se renombró con su denominación actual Conexión Teledeporte.